# گوردون جورج ایوری
گوردون جورج ایوری (انگلیسی: Gordon George Avery; ۱۱ فوریهٔ ۱۹۲۵ – ۲۲ سپتامبر ۲۰۰۶) ورزشکار دو و میدانی اهل استرالیا بود.